# Ruppertsberg
Ruppertsberg é um município da Alemanha localizado no distrito (Kreis ou Landkreis) de Bad Dürkheim, na associação municipal de Verbandsgemeinde Deidesheim, no estado da Renânia-Palatinado.